# Place de l'Arquebuse
La place de l'Arquebuse est une place située près du centre-ville d'Auxerre, dans l'Yonne. Elle abrite notamment le principal marché de la ville.

## Situation et accès

### Situation
Cette place est située près du centre géographique de la ville, ainsi qu'aux abords du centre ville, du côté de la rue du Temple.

### Parkings
Si vous souhaitez vous rendre sur cette place en voiture, vous aurez la possibilité de vous garer dans le parking souterrain de cette place, ou sur son esplanade basse. Des places de parking sont également disposées le long de l'avenue du 11-Novembre.

### Transports en commun
La place étant située aux abords du centre ville, elle est desservie par de nombreuses lignes de bus Léo. L'arrêt Arquebuse, est par ailleurs le principal arrêt de l'ensemble du réseau. Il est le terminus des lignes 2 et 5 ; et est desservi par les lignes 1,4,5 et 7.
De plus, une navette gratuite dessert l'ensemble du centre ville et passe par la place de l'Arquebuse. Elle passe toutes les 15 minutes, du lundi au samedi entre 8h et 19h.

## La maison des Arquebusiers

### Histoire
La maison des Arquebusiers fut construite en 1735 par les chevaliers de l'Arquebuse, sur les plans de l'architecte Guilbert-Latour.
Elle a été classée monument historique le 17 juin 1947.
Entre 1973 et 1974, la place s'est vue dotée d'un parking souterrain ainsi que de l'arrivée du marché, en provenance de la place des Cordeliers.
Elle a abrité l'architecte des bâtiments de France de l'Yonne jusqu'en 2017 et est, depuis, à l'abandon.

### Vente aux enchères
En mai 2019 a eu lieu une vente aux enchères en ligne, afin de trouver une nouvelle fonction à ce bâtiment inoccupé.
L'offre la plus élevée a été de 245 000 € ; cependant les services chargés de la vente ont souligné que le projet de l'acheteur serait plus important que la somme promise lors de l'attribution de la vente.

## Rénovation de la place
N'ayant pas fait l'objet de travaux depuis de nombreuses décennies, la place vieillit mal et cela est aujourd'hui bien visible.

### Projet avorté de 2013
Au conseil municipal du 20 décembre 2012, Guy Ferez annonce un projet de rénovation complet de la place de l'Arquebuse.
Ce projet, de grande ampleur, devait faire l'objet d'un partenariat public-privé. Alors que le partenaire privé devait effectuer un investissement de 25 millions d'euros, la ville devait investir 15 millions d'euros, soit un projet coûtant 40 millions d'euros. Ce projet devait mettre au jour des bâtiments assemblant des commerces ainsi qu'un hôtel, faisant de cette place un moteur pour le centre ville.
Cependant, des tensions se font très rapidement ressentir et les habitants eux-mêmes polémiquent quant à ce dossier.
Après plusieurs mois, c'est au conseil municipal du 20 juin 2013 que Guy Férez annonce abandonner ce projet,.

### Projet de 2019
Au conseil municipal du 18 décembre 2018, Guy Férez annonce avoir un nouveau projet de rénovation pour la place. Le montant total des travaux devrait être d'environ 5 millions d'euros.
La place complète subira un lifting au cours de prochaines années, puisque ce projet se déroulera en plusieurs étapes :
- Choix du bureau d'architectes début 2020.
- Afin de rendre le marché plus visible depuis l'extérieur de la place, une halle sera construite en 2021 (livraison à l'automne 2021)[9].
- Après la construction de cette halle, les esplanades seront totalement refaites (en 2022-2023). Il n'y aura plus qu'une seule esplanade sur un seul niveau.
- La requalification de la place se terminera par la rénovation du parking souterrain : les places de parking seront ajustées et l'ensemble sera sécurisé en 2024 au plus tôt.

De plus, une aide de 600 000 € devrait être octroyée par la région quant à la réalisation de la Halle de marché.
À la suite de l'élection de la nouvelle équipe municipale, le projet est mis à l'arrêt. Crescent Marault et son équipe souhaitent retravailler avec les auxerrois sur ce projet, afin de le lier à la rénovation de la place des Cordeliers.

## À proximité de la place

### Monument aux morts

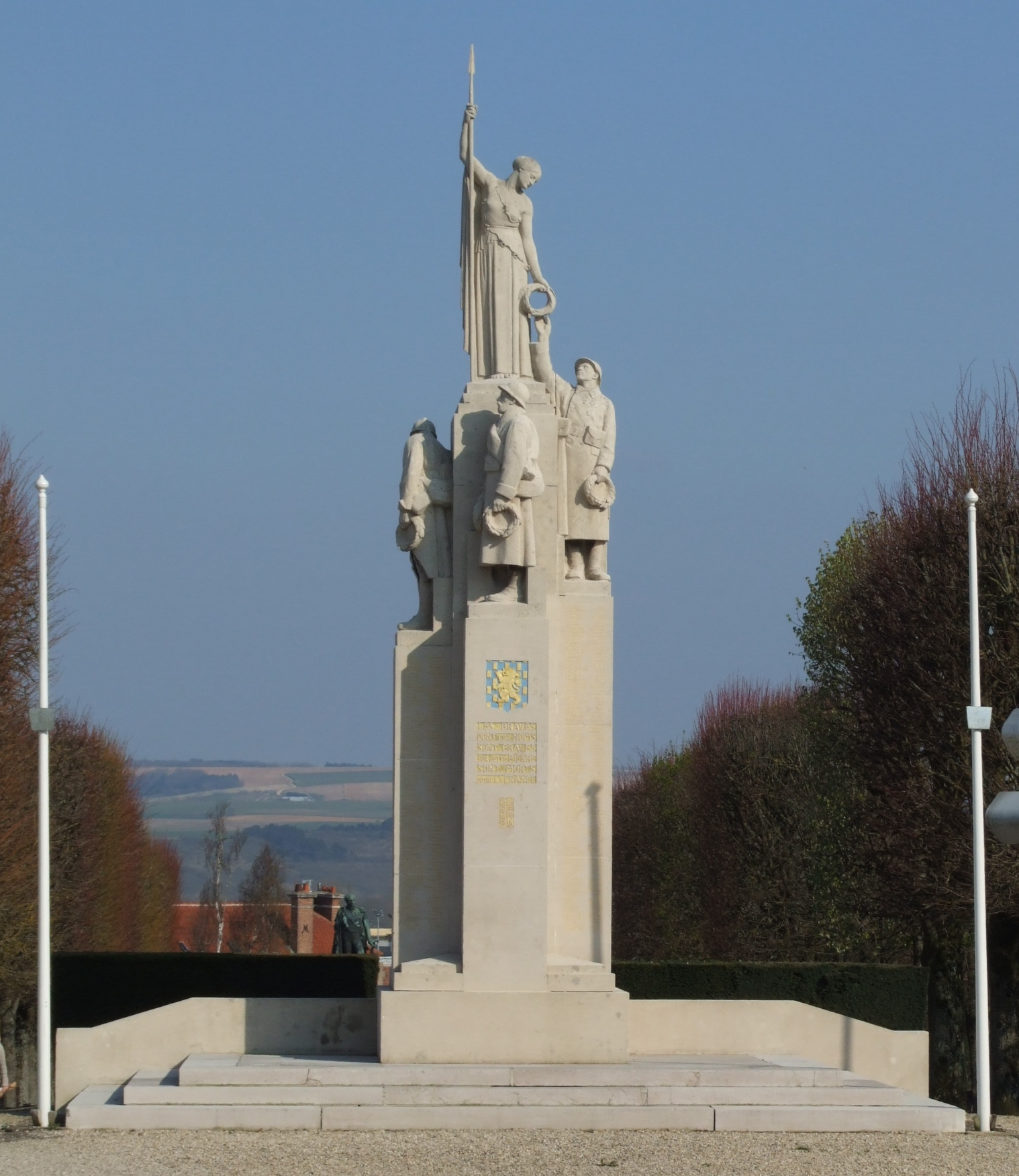
Monument aux morts d'Auxerre.

À quelques pas de la place de l'Arquebuse est situé le monument aux morts de la ville d'Auxerre. Ce dernier a été inauguré le 5 avril 1925, et fut conçu par le sculpteur Max Blondat, quelques mois avant sa mort.

### Autres
Le cinéma CGR Auxerre est situé à quelques mètres de la place de l'Arquebuse, ce dernier est composé de 8 salles pour une capacité d'environ 1 600 places.
La Banque de France a déménagé en 2019 près de la place de l'Arquebuse.

## Liste des références
1. ↑  « Transports en commun »
2. ↑  « Histoire de la Maison des Arquebusiers », sur lyonne.fr, 28 septembre 2012
3. ↑  « Vente aux enchères », sur lyonne.fr, 29 mai 2019
4. ↑  « La place vieillit mal », sur lyonne.fr, 8 octobre 2015
5. ↑  « Abandon du projet de rénovation de 2013 », sur lyonne.fr, 21 juin 2013
6. ↑  « Polémiques autour du projet de rénovation de 2013 », sur france3-regions.francetvinfo.fr, 23 janvier 2013
7. ↑  « Nouveau projet de rénovation », sur lyonne.fr, 18 décembre 2018
8. ↑  « Le projet de rénovation de 2019 », sur auxerre.fr
9. ↑  « A quoi ressemblera le futur marché de l'arquebuse? », sur lyonne.fr, 21 février 20 (consulté le 22 février 20)
10. ↑  Centre France, « Interview - Marché de l'Arquebuse, liaison Auxerre-Paris, aérodrome d'Auxerre-Branches... Les projets de Crescent Marault », sur www.lyonne.fr, 30 juin 2020 (consulté le 6 juillet 2020)
11. ↑  « Monument aux morts »
12. ↑  « CGR Auxerre »
13. ↑  « La banque de France déménage place de l'Arquebuse », sur lyonne.fr, 15 mars 2019